# Nürnberger Trichter

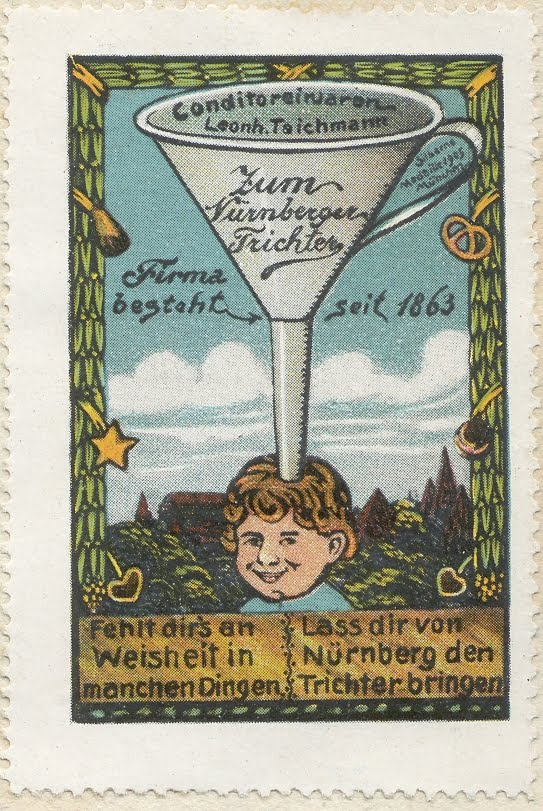
Der Nürnberger Trichter auf einer Reklamemarke aus dem Jahr 1910

Mit dem Nürnberger Trichter wird eher scherzhaft eine mechanische Weise des Lernens und Lehrens bezeichnet. Damit ist vor allem die Vorstellung verbunden, ein Schüler könne sich mit dieser Form der „eintrichternden“ Beeinflussung Lerninhalte einerseits fast ohne Aufwand und Anstrengung aneignen und ein Lehrer andererseits praktisch jedem Schüler alles beibringen, unabhängig von Intelligenz und Lernfähigkeit.

## Etymologie
Das geflügelte Wort „Nürnberger Trichter“ geht auf den Titel eines Poetiklehrbuchs des Begründers des Pegnesischen Blumenordens und Nürnberger Dichters Georg Philipp Harsdörffer (1607–1658) zurück, das unter dem Titel Poetischer Trichter. Die Teutsche Dicht- und Reimkunst, ohne Behuf der lateinischen Sprache, in VI Stunden einzugießen 1647 in Nürnberg erschien. Auf Grund der Verbreitung des Werks wurde der Ausdruck „Nürnberger Trichter“ eine gängige Redewendung.

„So merkwürdig der Titel heute auch anmuten mag, es muss vor einem ahistorischen Missverständnis gewarnt werden, welches die Geschichte der inner- und außerliterarischen Rezeption aus ihm gemacht hat: eine Redewendung (‚Nürnberger Trichter‘), mit der man jemandem eine gewisse Unbedarftheit nachsagen will. Nein, historisch verbindet sich mit diesem Titel ganz und gar anderes und nichts Pejoratives: der dominierende Gedanke ist nämlich Lehr- und Lernbarkeit der Poesie.“

In der Vorrede zum Poetiklehrbuch wird deutlich, dass Harsdörffer keineswegs einem mechanischen „Eintrichtern“ das Wort redet. Der „Trichter“ ist für Harsdörffer ein Symbol für den sorgsamen Umgang mit Zeit. Wein wachse jedes Jahr neu nach, aber trotzdem fülle man den neuen Wein durch Trichter in Flaschen und Fässer, „daß alle Tropffen davon zu Nutzen kommen: die Zeit lassen wir ohne Nutzen verfliessen und achten für nichts viel gute Stunden übel anzulegen welcher Verlust doch mit aller Welt Reichthum und Arbeit nicht wiederum zuwegengebracht werden kann“. Das Erlernen der Dichtkunst ohne systematische Anweisungen käme also nach Harsdörffer dem Einfüllen von Wein ohne Trichter, also der Vergeudung von Zeit gleich.
Mit seinem „Poetischen Trichter“ verbindet Harsdörffer vor allem die pädagogische Vorstellung, dass man auch auf Deutsch, also in der Volkssprache, dichten kann, und dass Dichten bei richtiger Anleitung erlernbar sei:

„Wie nun kein Acker so schlecht und unartig zu finden den man nicht durch Fleiß und beharrliche Pflegung und Arbeit solte fruchtbar machen könen: Also ist auch keiner so unreines Hirns der nit durch Nachsinnen auf vorher erlangte Anweisung (welche gleichsam der Wuchersame ist) eine gebundene Rede oder ein Reimgedicht zusammenbringen sollte lernen können: iedoch einer viel glückseliger als der andere.“

Allerdings wird man ohne „poetischen Geist“ die „Dicht- und Reimkunst“ auch nach den sechs Lektionen nur „zur Noht und nicht vollkömmlich“ beherrschen. Also ist die „Dicht- und Reimkunst“ doch nicht nur „einzugiessen“:

„Schlüßlich müssen die sechs Stunden nicht eben auf einen Tag nacheinander genommen und das Gedächtniß überhäuffet werden; sondern etwan in drey oder vier Tagen mit reiffem Nachsinnen der unbekannten Kunstwörter; nachdem man es bald oder langsam fasset und erlernet.“

Die übertragene Redewendung etwas eintrichtern oder etwas eingetrichtert bekommen ist noch älter als das Bild des „Nürnberger Trichters“; sie ist wohl zuerst in der Sprichwörtersammlung von Sebastian Franck aus dem Jahr 1541 – noch ohne einen Bezug auf die Stadt Nürnberg – belegt. Eine frühe Abbildung des Trichters findet man 1566 auf dem Titel des Stimmbuches Tenor des Christlichen Kinderliedes von Johann Walter.

## Trivia
Zugleich ist „Nürnberger Trichter“ auch der Name einer 1909 in Nürnberg gegründeten Karnevalsgesellschaft, siehe Nürnberger Trichter Karnevalsgesellschaft. Sie verleiht jährlich den Goldenen Trichter an namhafte Persönlichkeiten. In Nürnberg gibt es zudem ein Hotel mit dem Namen.
Seit 1997 wird in Nürnberg unter dem Namen „Nürnberger Trichter“ ein Turnier der Säbelfechter ausgetragen. Darüber hinaus vermarktet die in der Stadt ansässige Firma Gefa einen Likör mit dem Namen.
Auch die Schildbürger fielen auf den Nürnberger Trichter herein. Da sie nicht wussten, worum es sich bei diesem ominösen Trichter handelte, fragten sie einen Nürnberger, welcher ihnen zur Antwort gab, dass man durch diesen Trichter, ohne lernen zu müssen, Klugheit aufnehmen könne. Die Schildbürger probierten dies sofort aus, worüber sich die Nürnberger kräftig amüsierten – und begannen, mit Schläuchen Wasser auf die Schildbürger zu spritzen, was jedoch nur dazu führte, dass die Schildbürger noch eifriger „trichterten“, da sie das Wasser für Klugheit hielten. Wieder zurück in Schilda erzählten sie den daheim gebliebenen Schildbürgern davon, doch als sie dabei kräftig niesen mussten – weil Niespulver verstreut worden war – dachten sie, dass sie nun sämtliche eingetrichterte Klugheit wieder ausgeniest hätten und waren sehr enttäuscht.